# Polska na Letnich Igrzyskach Olimpijskich 1976
| Występy Polaków na Letnich Igrzyskach Olimpijskich 1976 |     |       |        |      |      |      |      |      |      |        |
| Sportowcy                                               | Lp. | złoto | srebro | brąz | 4 m. | 5 m. | 6 m. | 7 m. | 8 m. | Punkty |
| 207                                                     | 6.  | 7     | 6      | 13   | 7    | 12   | 13   | 3    | 5    | 316    |

## Zdobyte medale
| Medale według dni | Medale według dni | Medale według dni | Medale według dni | Medale według dni | Medale według dni | Medale według dni |
| ----------------- | ----------------- | ----------------- | ----------------- | ----------------- | ----------------- | ----------------- |
| Dzień             | Data              |                   |                   |                   |                   |                   |
| Dzień 0           | 17.07             | –                 | –                 | –                 | –                 |                   |
| Dzień 1           | 18.07             | 0                 | 1                 | 0                 | 1                 |                   |
| Dzień 2           | 19.07             | 0                 | 1                 | 0                 | 1                 |                   |
| Dzień 3           | 20.07             | 0                 | 0                 | 0                 | 0                 |                   |
| Dzień 4           | 21.07             | 0                 | 0                 | 1                 | 1                 |                   |
| Dzień 5           | 22.07             | 1                 | 0                 | 0                 | 1                 |                   |
| Dzień 6           | 23.07             | 0                 | 0                 | 1                 | 1                 |                   |
| Dzień 7           | 24.07             | 1                 | 0                 | 3                 | 4                 |                   |
| Dzień 8           | 25.07             | 0                 | 0                 | 0                 | 0                 |                   |
| Dzień 9           | 26.07             | 1                 | 0                 | 2                 | 3                 |                   |
| Dzień 10          | 27.07             | 0                 | 0                 | 0                 | 0                 |                   |
| Dzień 11          | 28.07             | 0                 | 1                 | 1                 | 2                 |                   |
| Dzień 12          | 29.07             | 1                 | 0                 | 5                 | 6                 |                   |
| Dzień 13          | 30.07             | 1                 | 1                 | 0                 | 2                 |                   |
| Dzień 14          | 31.07             | 2                 | 2                 | 0                 | 4                 |                   |
| Dzień 15          | 01.08             | 0                 | 0                 | 0                 | 0                 |                   |

| Medal  | Zawodnik | Dyscyplina           | Konkurencja                    | Rezultat | Data     |
| ------ | --- | -------------------- | ------------------------------ | -------- | -------- |
| Złoto  | Janusz Pyciak-Peciak | Pięciobój nowoczesny | indywidualnie                  | 5520     | 22 lipca |
| Złoto  | Kazimierz Lipień | Zapasy               | styl klasyczny, waga piórkowa  | 3,5      | 24 lipca |
| Złoto  | Tadeusz Ślusarski | Lekkoatletyka        | skok o tyczce                  | 5,50     | 26 lipca |
| Złoto  | Irena Szewińska | Lekkoatletyka        | bieg na 400 m                  | 49,29    | 29 lipca |
| Złoto  | Bronisław Bebel Ryszard Bosek Wiesław Gawłowski Marek Karbarz Zbigniew Lubiejewski Lech Łasko Mirosław Rybaczewski Włodzimierz Sadalski Edward Skorek Włodzimierz Stefański Tomasz Wójtowicz Zbigniew Zarzycki                                                              | Siatkówka            | turniej mężczyzn               | 3:2      | 30 lipca |
| Złoto  | Jacek Wszoła | Lekkoatletyka        | skok wzwyż                     | 2,25     | 31 lipca |
| Złoto  | Jerzy Rybicki | Boks                 | waga lekkośrednia              | 5:0      | 31 lipca |
| Srebro | Tadeusz Mytnik Mieczysław Nowicki Stanisław Szozda Ryszard Szurkowski | Kolarstwo            | drużynowa jazda na czas        | 2:09:13  | 18 lipca |
| Srebro | Grzegorz Cziura | Podnoszenie ciężarów | waga kogucia                   | 252,5    | 19 lipca |
| Srebro | Bronisław Malinowski | Lekkoatletyka        | bieg na 3000 m z przeszkodami  | 8:09,11  | 28 lipca |
| Srebro | Andrzej Gronowicz Jerzy Opara | Kajakarstwo          | kanadyjki dwójka 500 m         | 1:47,77  | 30 lipca |
| Srebro | Zbigniew Jaremski Jerzy Pietrzyk Ryszard Podlas Jan Werner | Lekkoatletyka        | sztafeta 4x400 m               | 3:01,43  | 31 lipca |
| Srebro | Jan Benigier Lesław Ćmikiewicz Kazimierz Deyna Jerzy Gorgoń Henryk Kasperczak Kazimierz Kmiecik Grzegorz Lato Zygmunt Maszczyk Piotr Mowlik Roman Ogaza Wojciech Rudy Andrzej Szarmach Antoni Szymanowski Jan Tomaszewski Henryk Wawrowski Henryk Wieczorek Władysław Żmuda | Piłka nożna          | turniej mężczyzn               | 1:3      | 31 lipca |
| Brąz   | Kazimierz Czarnecki | Podnoszenie ciężarów | waga lekka                     | 295,0    | 21 lipca |
| Brąz   | Jerzy Greszkiewicz | Strzelectwo          | ruchomy cel 50 m               | 571      | 23 lipca |
| Brąz   | Wiesław Gawlikowski | Strzelectwo          | skeet                          | 196      | 24 lipca |
| Brąz   | Czesław Kwieciński | Zapasy               | styl klasyczny, waga półciężka | 7        | 24 lipca |
| Brąz   | Andrzej Skrzydlewski | Zapasy               | styl klasyczny, waga ciężka    | 7        | 24 lipca |
| Brąz   | Mieczysław Nowicki | Kolarstwo            | wyścig ze startu wspólnego     | 4:47.21  | 26 lipca |
| Brąz   | Tadeusz Rutkowski | Podnoszenie ciężarów | waga ciężka                    | 377,5    | 26 lipca |
| Brąz   | Zdzisław Antczak Janusz Brzozowski Piotr Cieśla Jan Gmyrek Alfred Kałuziński Jerzy Klempel Zygfryd Kuchta Jerzy Melcer Ryszard Przybysz Henryk Rozmiarek Andrzej Sokołowski Andrzej Szymczak Mieczysław Wojczak Włodzimierz Zieliński                                       | Piłka ręczna         | turniej mężczyzn               | 21:18    | 28 lipca |
| Brąz   | Leszek Błażyński | Boks                 | waga musza                     | 1:4      | 29 lipca |
| Brąz   | Leszek Kosedowski | Boks                 | waga piórkowa                  | 0:5      | 29 lipca |
| Brąz   | Kazimierz Szczerba | Boks                 | waga lekkopółśrednia           | 0:5      | 29 lipca |
| Brąz   | Janusz Gortat | Boks                 | waga półciężka                 | 0:5      | 29 lipca |
| Brąz   | Marian Tałaj | Judo                 | waga półśrednia                | 7:00     | 29 lipca |

## Występy Polaków

### Boks
- Henryk Średnicki – waga papierowa, przegrał 2. walkę (2. eliminacja)
- Leszek Błażyński – waga musza, 3.–4. miejsce (brązowy medal)
- Leszek Borkowski – waga kogucia, przegrał 1. walkę (2. eliminacja)
- Leszek Kosedowski – waga piórkowa, 3.–4. miejsce (brązowy medal)
- Bogdan Gajda – waga lekka, przegrał 2. walkę (3. eliminacja)
- Kazimierz Szczerba – waga lekkopółśrednia, 3.–4. miejsce (brązowy medal)
- Zbigniew Kicka – waga półśrednia, przegrał 1. walkę (2. eliminacja)
- Jerzy Rybicki – waga lekkośrednia, 1. miejsce (złoty medal)
- Ryszard Pasiewicz – waga średnia, odpadł w ćwierćfinale
- Janusz Gortat – waga półciężka, 3.–4. miejsce (brązowy medal)
- Andrzej Biegalski – waga ciężka, przegrał 1. walkę (2. eliminacja)

### Gimnastyka sportowa
- Andrzej Szajna – wielobój, 6. miejsce; ćwiczenia wolne, 10.–11. miejsce; koń z łękami, 25.–27. miejsce; kółka, 17.–19. miejsce; poręcze, 6. miejsce; skok przez konia, 7.–10. miejsce; drążek, 14.–16. miejsce
- Marian Pieczka – wielobój, 61.–62. miejsce; ćwiczenia wolne, 43.–44. miejsce; koń z łękami, 41.–43. miejsce; kółka, 70.–72. miejsce; poręcze, 85. miejsce; skok przez konia, 35.–36. miejsce; drążek, 49.–52 miejsce
- Łukasz Uhma – wielobój, 65. miejsce; ćwiczenia wolne, 81.–82. miejsce; koń z łękami, 65.–66. miejsce; kółka, 65.–66. miejsce; poręcze, 50.–52. miejsce; skok przez konia, 40.–43. miejsce; drążek, 71.–72. miejsce
- Roman Tkaczyk – wielobój, 69. miejsce; ćwiczenia wolne, 59.–60. miejsce; koń z łękami, 77. miejsce; kółka, 68.–69. miejsce; poręcze, 60.–61. miejsce; skok przez konia, 66.–71. miejsce; drążek, 65.–67. miejsce
- Mariusz Zasada – wielobój, 71. miejsce; ćwiczenia wolne, 88. miejsce; koń z łękami, 80. miejsce; kółka, 76.–77. miejsce; poręcze, 31. miejsce; skok przez konia, 54.–57. miejsce; drążek, 53.–54. miejsce
- Grzegorz Ciastek – wielobój, 74. miejsce; ćwiczenia wolne, 61.–66. miejsce; koń z łękami, 73. miejsce; kółka, 65.–66. miejsce; poręcze, 79.–80. miejsce; skok przez konia, 66.–71. miejsce; drążek, 81.–82. miejsce
- Drużyna: (Szajna, Pieczka, Uhma, Tkaczyk, Zasada, Ciastek) – wielobój, 11. miejsce

### Judo
- Marian Standowicz – waga piórkowa, 5.–6. miejsce
- Marian Tałaj – waga lekka, 3.–4. miejsce (brązowy medal)
- Adam Adamczyk – waga średnia, przegrał 2. walkę (2. eliminacja)
- Antoni Reiter – waga półciężka, przegrał 2. walkę (3. eliminacja)
- Waldemar Zausz – waga ciężka, przegrał 1. walkę (1. eliminacja); kategoria open, przegrał 1. walkę (1. eliminacja)

### Kajakarstwo
- Ewa Kamińska – K-1 500 m, 4. miejsce
- Maria Kazanecka, Katarzyna Kulczak – K-2 500 m, 6. miejsce
- Grzegorz Śledziewski – K-1 500 m, 5. miejsce; K-1 1000 m, 8. miejsce
- Grzegorz Śledziewski, Ryszard Oborski – K-2 500 m, odpadli w półfinale
- Ryszard Tylewski, Daniel Wełna – K-2 100 m, odpadli w półfinale
- Henryk Budzicz, Kazimierz Górecki, Grzegorz Kołtan, Ryszard Oborski – K-4 1000 m, 5. miejsce
- Ryszard Kosiński – C-1 500 m, odpadł w półfinale
- Jerzy Opara, Andrzej Gronowicz – C-2 500 m, 2. miejsce (srebrny medal) ; C-2 1000 m, 4. miejsce

### Kolarstwo
- Benedykt Kocot – tor, sprint, odpadł w repasażach
- Janusz Kierzkowski – tor, 1000 m ze startu zatrzymanego, 4. miejsce
- Jan Jankiewicz – tor, 4000 m na dochodzenie, odpadł w eliminacjach (9.–16. miejsce)
- Jan Jankiewicz, Czesław Lang, Krzysztof Sujka, Zbigniew Szczepkowski – tor, 4000 m na dochodzenie, 5.–8. miejsce
- Mieczysław Nowicki – szosa, 3. miejsce (brązowy medal)
- Stanisław Szozda – szosa, 11. miejsce
- Ryszard Szurkowski – szosa, 12. miejsce
- Jan Brzeźny – szosa, 30. miejsce
- Tadeusz Mytnik, Mieczysław Nowicki, Stanisław Szozda, Ryszard Szurkowski – szosa drużynowo na czas, 2. miejsce (srebrny medal)

### Lekkoatletyka
- Irena Szewińska – 400 m, 1. miejsce (złoty medal)  (49,29 – rekord świata)
- Grażyna Rabsztyn – 100 m przez płotki, 5. miejsce (12,96)
- Bożena Nowakowska – 100 m przez płotki, odpadła w półfinale (13,04 – 9. miejsce)
- Danuta Rosani – rzut dyskiem, nie wystąpiła w finale (dyskwalifikacja)
- Marian Woronin – 100 m, odpadł w półfinale (10,69 – 16. miejsce); 200 m, odpadł w eliminacjach (21,60 – 35. miejsce)
- Zenon Licznerski – 100 m, odpadł w ćwierćfinale (10,52 – 18. miejsce)
- Andrzej Świerczyński – 100 m, odpadł w ćwierćfinale (10,59 – 19. miejsce)
- Bogdan Grzejszczak – 200 m, 6. miejsce (20,91)
- Zenon Nowosz – 200 m, odpadł w ćwierćfinale (21,22 – 19. miejsce)
- Jan Werner – 400 m, 8. miejsce (45,63)
- Jerzy Pietrzyk – 400 m, odpadł w półfinale (45,65 – 9. miejsce)
- Zbigniew Jaremski, 400 m, odpadł w ćwierćfinale (47,10 – 24. miejsce)
- Marian Gęsicki – 800 m, odpadł w półfinale (1:47,06 – 10. miejsce)
- Bronisław Malinowski – 1500 m, odpadł w eliminacjach (3:41,67 – 23. miejsce); 3000 m z przeszkodami, 2. miejsce (srebrny medal)  (8:09,11)
- Kazimierz Orzeł – maraton, 15. miejsce (2:17:43,4)
- Jerzy Gros – maraton, 47. miejsce
- Jerzy Hewelt – 400 m przez płotki, odpadł w półfinale (50,52 – 12. miejsce)
- Andrzej Świerczyński, Marian Woronin, Bogdan Grzejszczak, Zenon Licznerski – sztafeta 4 × 100 m, 4. miejsce (38,83)
- Ryszard Podlas, Jan Werner, Zbigniew Jaremski, Jerzy Pietrzyk – sztafeta 4 × 400 m, 2. miejsce (srebrny medal)  (3:01,43)
- Jacek Wszoła – skok wzwyż, 1. miejsce (złoty medal)  (2,25 m)
- Tadeusz Ślusarski – skok o tyczce, 1. miejsce (złoty medal)  (5,50 m)
- Wojciech Buciarski – skok o tyczce, 5. miejsce (5,45 m)
- Władysław Kozakiewicz – skok o tyczce, 11 miejsce (5,25 m)
- Grzegorz Cybulski – skok w dal, odpadł w eliminacjach (7,71 m – 13. miejsce)
- Eugeniusz Biskupski – trójskok, 7. miejsce (16,49 m)
- Michał Joachimowski – trójskok, odpadł w eliminacjach (16,2 9m – 13. miejsce)
- Andrzej Sontag – trójskok, odpadł w eliminacjach (15,82 m – 20. miejsce)
- Stanisław Wołodko – rzut dyskiem, odpadł w eliminacjach (59,4 2m – 18. miejsce)
- Piotr Bielczyk – rzut oszczepem, 4. miejsce (86,50 m)
- Jan Ornoch – chód na 20 km, 17. miejsce (1:32:19,2)
- Bogusław Duda – chód na 20 km, 21. miejsce (1:33:53,4)
- Ryszard Skowronek – dziesięciobój, 5. miejsce (8113 punktów)
- Ryszard Katus – dziesięciobój, 12. miejsce (7616 punktów)

### Łucznictwo
- Jadwiga Wilejto – 6. miejsce
- Irena Szydłowska – 20. miejsce
- Jan Popowicz – 17. miejsce
- Wojciech Szymańczyk, 22. miejsce

### Pięciobój nowoczesny
- Janusz Pyciak-Peciak – 1. miejsce (złoty medal)
- Zbigniew Pacelt – 19. miejsce
- Krzysztof Trybusiewicz – 34. miejsce
- Drużyna (Pyciak-Peciak, Pacelt, Trybusiewicz) – 4. miejsce

### Piłka nożna
- Jan Tomaszewski, Piotr Mowlik, Antoni Szymanowski, Jerzy Gorgoń, Władysław Żmuda, Wojciech Rudy, Henryk Wawrowski, Henryk Wieczorek, Kazimierz Deyna, Zygmunt Maszczyk, Lesław Ćmikiewicz, Henryk Kasperczak, Grzegorz Lato, Andrzej Szarmach, Kazimierz Kmiecik, Roman Ogaza, Jan Benigier – 2. miejsce (srebrny medal)

### Piłka ręczna
- Andrzej Szymczak, Henryk Rozmiarek, Mieczysław Wojczak, Piotr Cieśla, Jerzy Klempel, Jan Gmyrek, Alfred Kałuziński, Włodzimierz Zieliński, Ryszard Przybysz, Zygfryd Kuchta, Andrzej Sokołowski, Zdzisław Antczak, Jerzy Melcer, Janusz Brzozowski – 3. miejsce (brązowy medal)

### Pływanie
- Anna Skolarczyk – 100 m stylem klasycznym, odpadła w eliminacjach (21.–22. czas); 200 m stylem klasycznym, odpadła w eliminacjach (18. czas)
- Ryszard Żugaj – 100 m stylem grzbietowym, odpadł w półfinale; 200 m stylem grzbietowym, odpadł w eliminacjach (29. czas)
- Cezary Śmiglak – 100 m stylem klasycznym, odpadł w eliminacjach (22. czas); 200 m stylem klasycznym, odpadł w eliminacjach (21. czas)

### Podnoszenie ciężarów
- Stefan Leletko – waga musza, 6. miejsce
- Zygmunt Smalcerz – waga musza, nie ukończył
- Grzegorz Cziura – waga kogucia, 2. miejsce (srebrny medal)
- Leszek Skorupa – waga kogucia, 4. miejsce
- Jan Łostowski – waga piórkowa, nie ukończył
- Antoni Pawlak – waga piórkowa, nie ukończył
- Kazimierz Czarnecki – waga lekka, 3. miejsce (brązowy medal)
- Zbigniew Kaczmarek – waga lekka, dyskwalifikacja (doping)
- Tadeusz Rutkowski – waga ciężka, 3. miejsce (brązowy medal)

### Siatkówka
- Edward Skorek, Wiesław Gawłowski, Włodzimierz Stefański, Tomasz Wójtowicz, Ryszard Bosek, Marek Karbarz, Mirosław Rybaczewski, Zbigniew Zarzycki, Bronisław Bebel, Zbigniew Lubiejewski, Lech Łasko, Włodzimierz Sadalski – 1. miejsce (złoty medal)

### Strzelectwo
- Sławomir Romanowski – pistolet dowolny 50 m, 12.–14. miejsce
- Maciej Orlik – pistolet szybkostrzelny 25 m, 27.–29. miejsce
- Józef Zapędzki – pistolet szybkostrzelny 25 m, 45. miejsce
- Eugeniusz Pędzisz – karabinek sportowy 3 pozycje 50 m, 14.–15. miejsce
- Romuald Siemionow – karabinek sportowy 3 pozycje 50 m, 24.–26. miejsce
- Andrzej Trajda – karabinek sportowy leżąc 50 m, 28.–30. miejsce
- Stanisław Marucha – karabinek sportowy leżąc 50 m, 37.–40. miejsce
- Jerzy Greszkiewicz – karabinek sportowy, strzelanie do ruchomej tarczy, 3. miejsce (brązowy medal)
- Zygmunt Bogdziewicz – karabinek sportowy, strzelanie do ruchomej tarczy, 15.–16. miejsce
- Wiesław Gawlikowski – rzutki skeet, 3. miejsce (brązowy medal)
- Andrzej Socharski – rzutki skeet, 14.–21. miejsce
- Adam Smelczyński – rzutki trap, 6. miejsce

### Szermierka
- Grażyna Staszak – floret, 13.–18. miejsce
- Barbara Wysoczańska – floret, odpadła w eliminacjach (20. miejsce)
- Krystyna Machnicka-Urbańska – floret, odpadła w eliminacjach (35.–36. miejsce)
- Jolanta Bebel, Krystyna Machnicka-Urbańska, Kamilla Składanowska, Grażyna Staszak, Barbara Wysoczańska – floret, 6. miejsce
- Marek Dąbrowski – floret, 9.–12. miejsce
- Lech Koziejowski – floret, odpadł w eliminacjach (20.–21. miejsce)
- Ziemowit Wojciechowski – floret, odpadł w eliminacjach (24. miejsce)
- Marek Dąbrowski, Arkadiusz Godel, Lech Koziejowski, Leszek Martewicz, Ziemowit Wojciechowski – floret, 5. miejsce
- Jerzy Janikowski – szpada, 5. miejsce
- Zbigniew Matwiejew – szpada, odpadł w eliminacjach (30. miejsce)
- Marceli Wiech – szpada, odpadł w eliminacjach (40. miejsce)
- Jerzy Janikowski, Zbigniew Matwiejew, Leszek Swornowski, Marceli Wiech – szpada, odpadli w eliminacjach
- Jacek Bierkowski – szabla, 9.–12. miejsce
- Józef Nowara – szabla, 13.–16. miejsce
- Leszek Jabłonowski – szabla, odpadł w eliminacjach (23. miejsce)
- Jacek Bierkowski, Leszek Jabłonowski, Sylwester Królikowski, Józef Nowara – szabla, 6. miejsce

### Wioślarstwo
- Ewa Ambroziak – jedynki, 9. miejsce
- Anna Karbowiak, Małgorzata Kawalska – dwójki bez sternika, 8. miejsce
- Anna Brandysiewicz, Bogusława Kozłowska, Barbara Wenta, Danuta Konkalec, Róża Data, Mieczysława Franczyk, Maria Stadnicka, Aleksandra Kaczyńska, Dorota Zdanowska (sterniczka) – ósemki, 7. miejsce
- Alfons Ślusarski, Zbigniew Ślusarski – dwójki bez sternika, 11. miejsce
- Ryszard Stadniuk, Grzegorz Stellak, Ryszard Kubiak (sternik) – dwójki ze sternikiem, 6. miejsce
- Jerzy Broniec, Adam Tomasiak, Jerzy Ulczyński, Ryszard Burak, Włodzimierz Chmielewski (sternik) – czwórki ze sternikiem, 8. miejsce

### Zapasy
- Aleksander Zajączkowski – styl klasyczny, waga papierowa, 11.–12. miejsce
- Czesław Stanjek – styl klasyczny, waga musza, 12. miejsce
- Józef Lipień – styl klasyczny, waga kogucia, 10. miejsce
- Kazimierz Lipień – styl klasyczny, waga piórkowa, 1. miejsce (złoty medal)
- Andrzej Supron – styl klasyczny, waga lekka, 5. miejsce
- Stanisław Krzesiński – styl klasyczny, waga półśrednia, 11.–12. miejsce
- Adam Ostrowski – styl klasyczny, waga średnia, 8. miejsce
- Czesław Kwieciński – styl klasyczny, waga półciężka, 3. miejsce (brązowy medal)
- Andrzej Skrzydlewski – styl klasyczny, waga ciężka, 3. miejsce (brązowy medal)
- Henryk Tomanek – styl klasyczny, waga superciężka, 4. miejsce
- Władysław Stecyk – styl wolny, waga musza, 6. miejsce
- Zbigniew Żedzicki – styl wolny, waga kogucia, 8. miejsce
- Henryk Mazur – styl wolny, waga średnia, 6. miejsce
- Paweł Kurczewski – styl wolny, waga półciężka, 6. miejsce

### Żeglarstwo
- Ryszard Blaszka – Finn, 16. miejsce